# ایوانا وچژووا
ایوانا وچژووا (چکی: Ivana Večeřová؛ زادهٔ ۳۰ مارس ۱۹۷۹) بازیکن بسکتبال زن اهل جمهوری چک بود. وی در بازی‌های المپیک تابستانی ۲۰۰۴ و ۲۰۰۸ شرکت کرده‌است.